# سي بي 230
سي بي 230 في علم الفلك (بالإنجليزية: CB 230 وتسمى أيضا L1177) هي سحابة جزيئية توجد في الجزء الغربي من كوكبة الملتهب. وتنتمي إلى منطقة تهيج الملتهب، التي تشكل سحابة جزيئية معقدة في مجرتنا، مجرة درب التبانة.
تحوي السحابة الجزيئية CB 230 على حافتها الشرقية تشكيل كروي يحوي عدة مصادر للأشعة تحت الحمراء، وهي نجوم أولية ناشئة جديدا، كما تصدر أحدها نفاثة غازية كبيرة. تعيين المسافة بيننا وبين هذه السحابة صعب؛ ويقدرها العلماء بين 250 - 550 فرسخ فلكي (الفرسخ الفلكي = 26و3 سنة ضوئية)؛ أي أنها تبعد عنا بين 750 - 1700 سنة ضوئية.)
تعود تسمية السحابة الغازية CB 230 إلى كتالوج ألفه العالمان الفلكيان «ب. كليمنس» و «ريتشارد بارفينيس» في عام 1988 .

## محيط السحابة الغازية ومحتوياتها

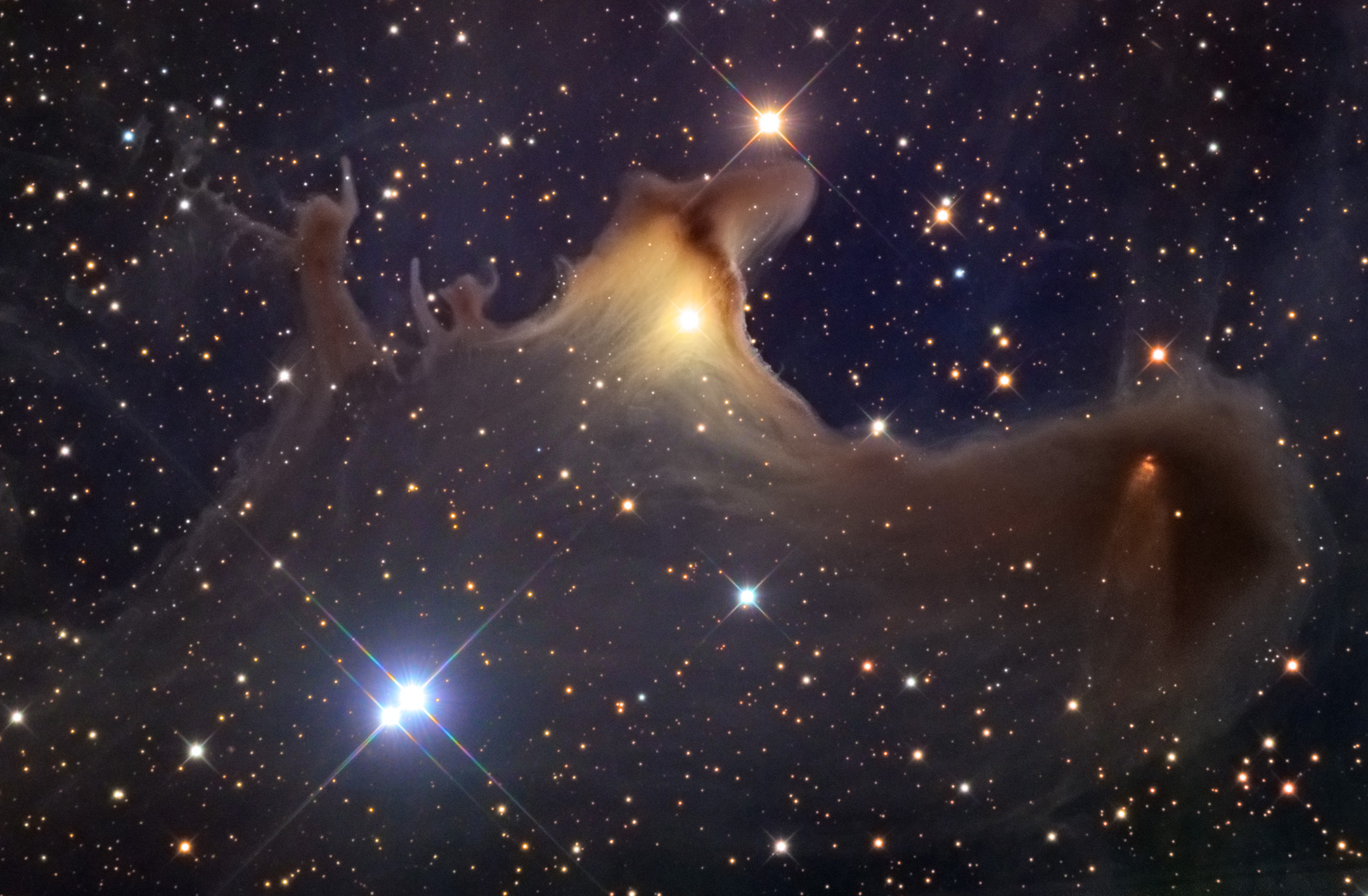
صورة شاملة لـ L1177 / CB230: إلى اليسار ترى ابراج الاشباح. وفي الوسط يرى vdB 141, وإلى يمينه الشكل الكروي.

تقترن بالشكل الكروي منطقة سحابة جزيئية لامعة، تحوي نجما، وقد سماه العالم الفلكي «سيدني فان دن برع» ووصفه سديم عاكس vdB141 بسبب هيئته هذه.A study of reflection nebulae
إلى الغرب ترى تشكيلات سحابية تظهر في هيئة أعمدة وأبراج توحي بالأشباح. ولهذا يسمى هذا التشكيل أيضا سديم الشبح
, أو „شبح الملتهب“ .

## اقرأ أيضا
- غبار كوني
- منطقة هيدروجين II
- منطقة هيدروجين I
- سديم الشرنقة
- إن59إيه